# Berdychów (Ukraina)
Berdychów (ukr. Бердихів) – wieś na Ukrainie, w rejonie jaworowskim obwodu lwowskiego. Wieś liczy około 680 mieszkańców.
W II Rzeczypospolitej do 1934 samodzielna gmina jednostkowa. Następnie należała do zbiorowej wiejskiej gminy Bruchnal w powiecie jaworowskim w woj. lwowskim. Zarządzeniem ministra spraw wewnętrznych z 4 maja 1939 ustalono dla miejscowości Berdikau nazwę Michałówka.
W kwietniu 1944 nacjonaliści ukraińscy z OUN-UPA zamordowali tutaj 20 Polaków.
Po II wojnie światowej w obwodzie lwowskim Ukraińskiej SRR w składzie ZSRR. Od 1991 na terytorium niepodległej Ukrainy.